# Фокин, Фёдор Павлович
Фёдор Павлович Фокин (1895 — 1962) — советский деятель органов охраны общественного порядка, начальник МУРа, капитан государственной безопасности.

## Биография
Родился в 1895 году в селе Пронино (ныне не существует) Мосальского уезда Калужской губернии в русской семье крестьян. В семье было ещё восемь братьев и сестёр.
Получил начальное образование в Калужском образцовом железнодорожном училище, затем трудился на железной дороге сначала чернорабочим, потом конторщиком. В 1915 добровольцем пошёл в действующую армию вольноопределяющимся, участвовал в боях, был ранен. После Февральской революции становится членом солдатского комитета армейского корпуса и Минского Совета рабочих и солдатских депутатов.
В 1918 становится членом РКП(б) и начинает службу в органах государственной безопасности. Работал на руководящих должностях в особых отделах ЧК в Калуге, Харькове, 10-й Армии, уполномоченным особого отдела ВЧК по Северному Кавказу.
В 1921 был прикомандирован к НКИД, исполнял обязанности 2-го секретаря миссии РСФСР в Латвии. С 1923 до 1929 на оперативной работе в центральном аппарате ВЧК (агентурное отделение, активное отделение, 3-е отделение оперативного отдела). В 1929 участвовал в высылке Л. Д. Троцкого из Советского Союза, сопровождал до Константинополя.
С января 1930 до января 1932 руководил Московским уголовным розыском, являлся заместителем начальника столичной милиции. В 1932 председатель ОГПУ В. Р. Менжинский объявил выговор «за непростительную ошибку, допущенную за пределами страны». Продолжает служить в центральном аппарате, с 1933 на должности начальника строевого отдела, с 1934 начальником паспортного отдела, с 1936 начальником отдела виз и регистрации, c 1937 начальником отдела железнодорожной милиции и одновременно заместителя начальника ГУРКМ.
С ноября 1937 до марта 1938 руководит Управлением рабоче-крестьянской милиции по Украинской ССР. Затем переводится в Ростов-на-Дону, где руководит УРКМ по Ростовской области и является заместителем начальника Управления НКВД.
Арестован 22 октября 1938, обвинялся в шпионаже, дело в течение 14 месяцев вёл В. С. Абакумов, однако ни в чём себя не оговорил. Особым совещанием при НКВД СССР 11 января 1940 приговорён к 3 годам лишения свободы. Впоследствии реабилитирован и восстановлен в коммунистической партии.
Похоронен в колумбарии Донского кладбища.

### Звания
- старший фейерверкер, 1910-е;
- капитан государственной безопасности, 19 июля 1936.

### Награды
- знак «Почётный работник ВЧК-ОГПУ (V)»;
- знак «Почётный работник ВЧК-ОГПУ (XV)», приказ ОГПУ СССР № 57 от 4 февраля 1933;
- орден «Знак Почёта», постановление ЦИК СССР от 13 ноября 1937;[4]
- медали.